# ディーバライフショコラティエ
ディーバライフショコラティエ（Diva Life Chocolatier）は2007年にディーバライフグループ（Diva Life Group）の新事業として、台湾出身のイボンヌ・ロー（Yvonne Lo）により創業された台湾の高級チョコレートブランドである。
ディーバライフグループは2005年に創立され、高級サロン事業、ファッション事業を開始、台湾を拠点にチョコレート事業を展開している。日本では2008年12月に輸入代理店として株式会社プロローグが設立された。

## チョコレート製品
ディーバライフショコラティエのチョコレートを製造しているベルギーとフランスの工場は、100以上ものヨーロッパ中の工場にコンタクトをした中から選ばれており、本場の熟練された職人たちがアジア人向けに特別に企画・開発している。
国際線ファーストクラスやホテルでサーブされ、台湾の日系デパートに多数出店している。